# Borgnone
Borgnone est une localité et une ancienne commune suisse du canton du Tessin.

Photo aérienne (1953).